# Viaduto de Pontevedra
O viaduto de Pontevedra é uma das pontes ferroviárias que cruzam o centro do concelho galego de Redondela, na província de Pontevedra, juntamente ao viaduto de Madrid. Foi inaugurado em 1884 pelo engenheiro e arquiteto Mariano Carderera Ponzán (1846-1916), oito anos após a inauguração do viaduto de Madrid. Funcionou até ao início do século XXI, tendo suportado a passagem dos comboios da linha Vigo-Corunha. Após a inauguração do Eixo Atlântico de Alta Velocidade, o viaduto deixou de ser utilizado.
Em 1978 foi aberto um despacho para declarar o viaduto como Bem de Interesse Cultural, mas seguiu sem resolução.